# Eucelatoria claripalpis
Eucelatoria claripalpis là một loài ruồi trong họ Tachinidae.